# Klemetsholmen
Klemetsholmen är en ö i Finland. Den ligger i Finska viken och i kommunen Borgå i den ekonomiska regionen  Borgå i landskapet Nyland, i den södra delen av landet. Ön ligger omkring 54 kilometer öster om Helsingfors.
Öns area är 2,8 hektar och dess största längd är 460 meter i nord-sydlig riktning. Närmaste större samhälle är Borgå, 15,1 km nordväst om Klemetsholmen.